# Польско-узбекистанские отношения
Польско-узбекистанские отношения — двусторонние дипломатические отношения между Польшей и Узбекистаном. Государства являются членами Организации Объединённых Наций и ОБСЕ.

## История

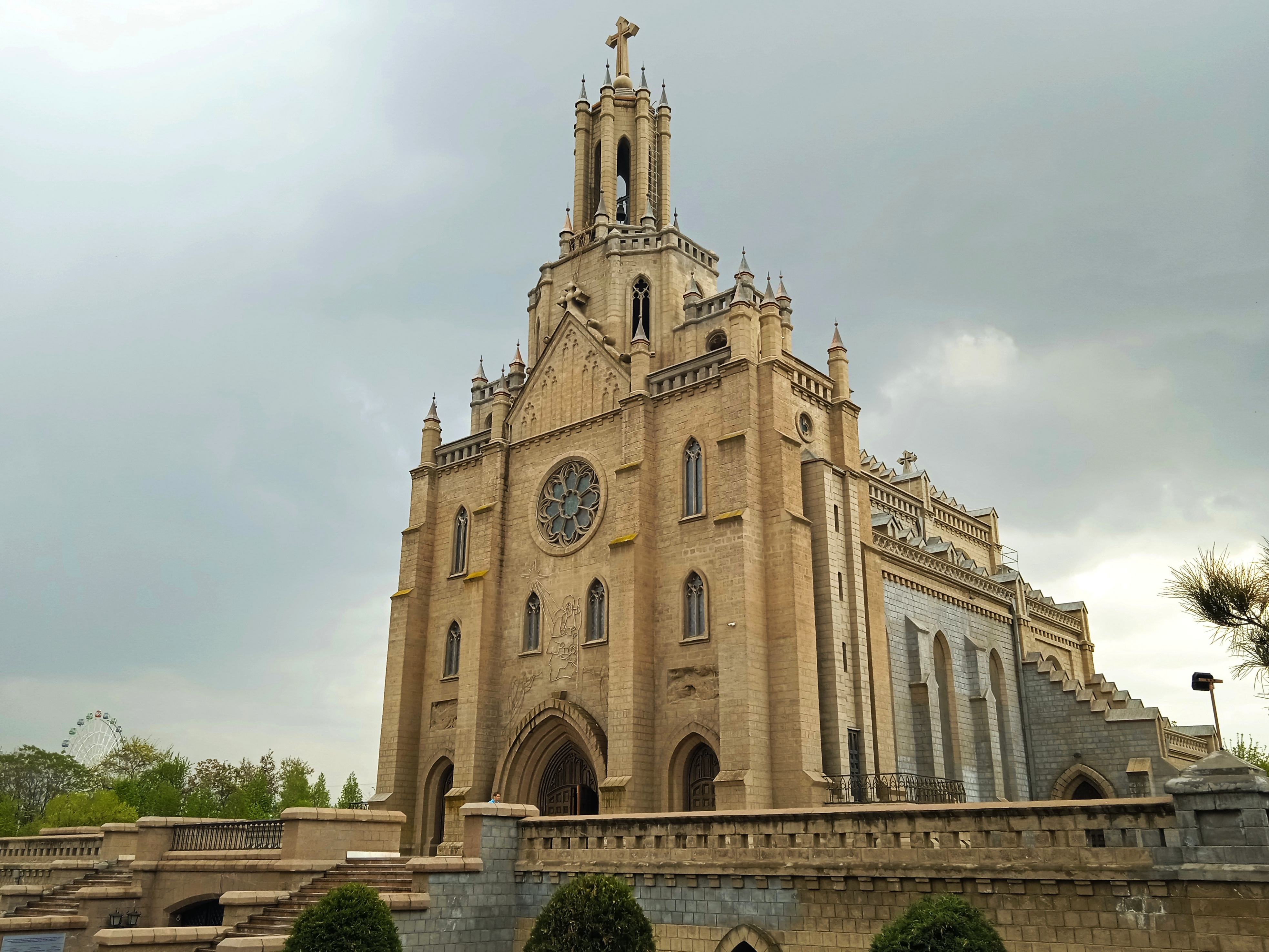
Собор Святейшего Сердца Иисуса (Ташкент), также известная как «Польская церковь»

Между Польшей и Узбекистаном есть несколько исторических сходств. Начиная с позднего Средневековья, обе нации являлись главными государствами своих регионов, то есть Восточной Европы и Центральной Азии, где города процветали как центры науки (в основном Краков и Бухара), культурные и политические центры, что отразилось в архитектуре. Некоторые из них, такие как Краков, Торунь, Варшава, Самарканд и Бухара, внесены в список Всемирного наследия ЮНЕСКО. Польша и Узбекистан подвергались нескольким иноземным вторжениям, включая русское. Их государства пришли в упадок в XVIII веке, став в итоге частью России. Польша была разделена Россией, Австрией и Пруссией (позже Германией) в ходе разделов Польши, в то время как узбекские ханства были завоёваны Россией. Контролируемая Россией узбекская территория была одним из мест, куда поляки были депортированы как политические заключённые или отправлены в русскую армию. Поляки построили в Ташкенте Собор Святейшего Сердца Иисуса, также известный как «Польская церковь», который является объектом культурного наследия Ташкента. После Первой мировой войны Польше удалось восстановить независимость, а затем отразить советское вторжение, однако Узбекистан остался частью Советского Союза.

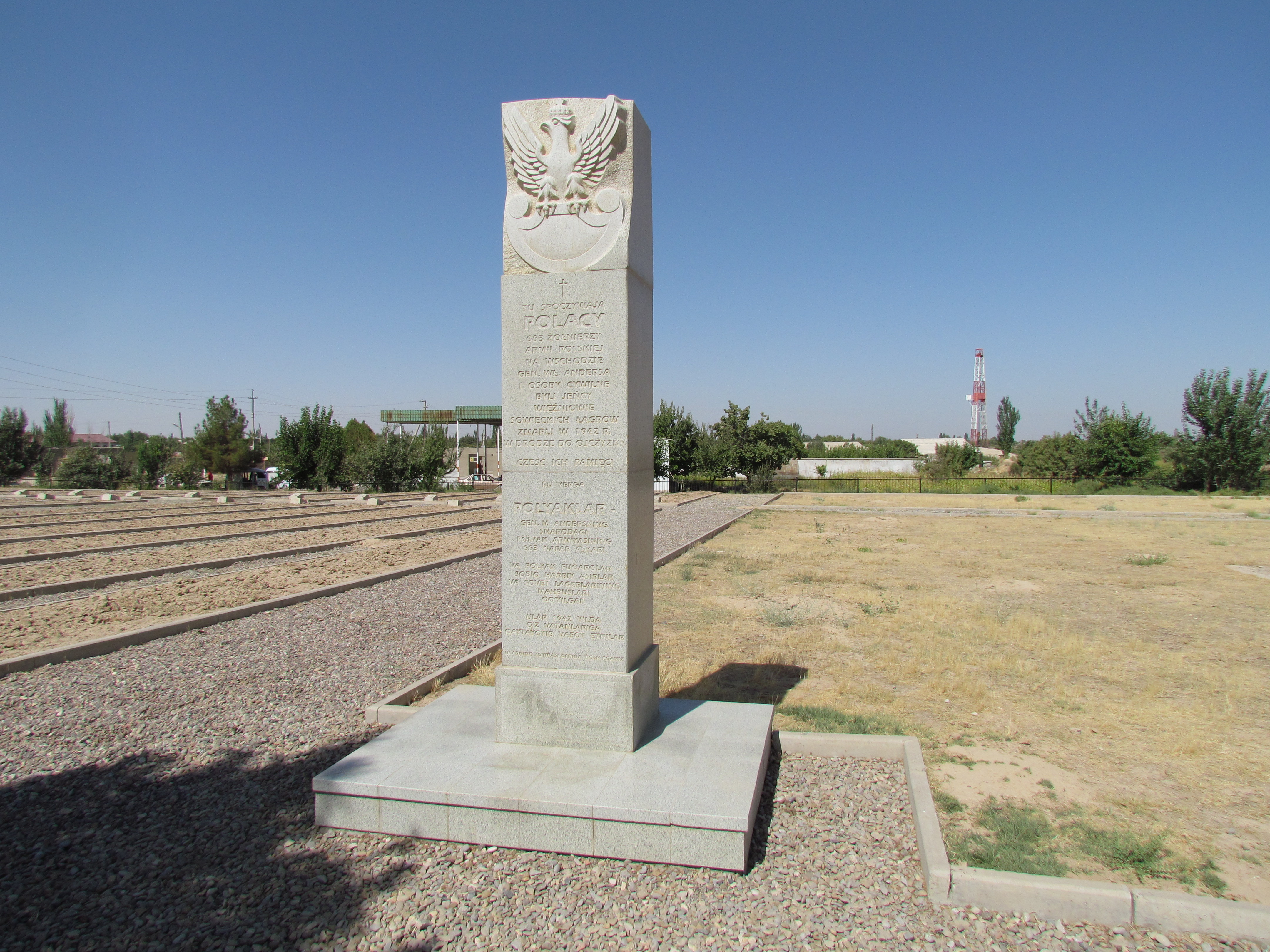
Польское военное кладбище в Гузаре

После германского вторжения в Польшу, с которого началась Вторая мировая война в 1939 году, Узбекская ССР стала одним из пунктов депортации поляков из Восточной Польши. В начале 1942 года польская Армия Андреса вместе с тысячами мирных жителей были переброшены в Узбекскую и Киргизскую ССР, а город Гузар стал организационным центром армии. Поляки страдали от эпидемий и голода, поэтому они открыли временные пункты пропитания, детские дома, клиники и небольшие больницы, но несмотря на это 2500 солдат и ещё больше гражданских лиц погибли. Напоминанием об этом периоде являются военные польские кладбища, расположенные в 15 городах Узбекистана, а именно в Чиракчи, Гузаре, Джизаке, Кармане, Канимехе, Китабе, Маргилане, Алмазаре, Карши, Шахрисабзе, Ташкенте, Яккабаге и Янгиюле.
Польша признала независимость Узбекистана вскоре после её провозглашения, а в 1992 году были установлены двусторонние отношения. В 1995 году было подписано несколько соглашений, включая соглашение об избежании двойного налогообложения, договор о дружбе и сотрудничестве и соглашение о культурном сотрудничестве.

## Современные отношения
В августе 2021 года во время наступления «Талибана» в Афганистане, Узбекистан помог Польше эвакуировать из Афганистана более 1200 человек, включая польских граждан. В сентябре 2021 года Польша передала Узбекистану более 250 000 доз вакцин против COVID-19.

## Дипломатические представительства
- Польша имеет посольство в Ташкенте.
- Узбекистан имеет посольство в Варшаве и консульство в Познани[12].